# عناية الله خان كندابور
عناية الله خان كندابور (بالأردوية: سردار عنایت اللہ خان گنڈا پور)‏،(27 أغسطس 1919 - 29 أبريل 2005) سياسي باكستاني من مقاطعة خيبر باختونخوا في باكستان، ولد في 27 أغسطس 1919 في تحصيل في ديرا إسماعيل خان. انتخب لعضوية مجلس النواب في انتخابات عام 1970، وشغل منصب وزير المالية في خيبر باختونخوا من عام 1972 إلى عام 1973 في حكومة مفتي محمود.
بعد استقالة حكومة المقاطعة في عام 1973، انشق عن حزب الشعب الباكستاني، وأصبح رئيس وزراء المقاطعة من 29 أبريل 1973 إلى 16 فبراير 1975.
توفي في 29 أبريل 2005، تاركًا ثلاثة أبناء.

## وصلات خارجية
- حكومة محافظة خيبر بختونخوا